# Brochiloricaria macrodon
Brochiloricaria macrodon är en fiskart som först beskrevs av Kner, 1853.  Brochiloricaria macrodon ingår i släktet Brochiloricaria och familjen Loricariidae. Inga underarter finns listade.